# Формула-1 — Гран-прі Монако 1979
Гран-прі Монако 1979 року — сьомий етап чемпіонату світу 1979 року з автоперегонів у класі Формула-1, що відбувся 27 травня на трасі Монте-Карло. Свою дев'яту перемогу здобув Джоді Шектер.

## Перегони
|      | Пілот                  | Команда             | Кіл | Час                              | Старт | Очок |
| ---- | ---------------------- | ------------------- | --- | -------------------------------- | ----- | ---- |
| 1    | Джоді Шектер           | Феррарі             | 76  | 1:55:22,48                       | 1     | 9    |
| 2    | Клей Реґаццоні         | Вільямс-Форд        | 76  | +0:00,44                         | 16    | 6    |
| 3    | Карлос Ройтеманн       | Лотус-Форд          | 76  | +0:08,57                         | 11    | 4    |
| 4    | Джон Ватсон            | Макларен-Форд       | 76  | +0:41,31                         | 14    | 3    |
| 5    | Патрік Депайє          | Ліжьє-Форд          | 75  | двигун                           | 3     | 2    |
| 6    | Йохен Масс             | Ерроуз-Форд         | 69  | +7 кіл                           | 8     | 1    |
| Схід | Нельсон Піке           | Бребгем-Альфа-Ромео | 68  | трансмісія                       | 18    |      |
| НКЛ  | Жан-П'єр Жабуї         | Рено                | 68  | +8 кіл                           | 20    |      |
| Схід | Жак Лаффіт             | Ліж'є-Форд          | 55  | удар від Піроні, коробка передач | 5     |      |
| Схід | Жиль Вільньов          | Феррарі             | 54  | трансмісія                       | 2     |      |
| Схід | Алан Джонс             | Вільямс-Форд        | 43  | кермове керування                | 9     |      |
| Схід | Жан-П'єр Жар'є         | Тіррелл-Форд        | 34  | трансмісія                       | 6     |      |
| Схід | Ганс-Йоакім Штук       | АТС-Форд            | 30  | втрата колеса                    | 12    |      |
| Схід | Нікі Лауда             | Бребгем-Альфа-Ромео | 21  | зіткнення з Піроні               | 4     |      |
| Схід | Дідьє Піроні           | Тіррелл-Форд        | 21  | зіткнення з Лаудою               | 7     |      |
| Схід | Маріо Андретті         | Лотус-Форд          | 21  | підвіска                         | 13    |      |
| Схід | Емерсон Фіттіпальді    | Фіттіпальді-Форд    | 17  | двигун                           | 16    |      |
| Схід | Рене Арну              | Рено                | 8   | аварія, підвіска                 | 19    |      |
| Схід | Джеймс Хант            | Вольф-Форд          | 4   | трансмісія                       | 10    |      |
| Схід | Рікардо Патрезе        | Ерроуз-Форд         | 4   | підвіска                         | 15    |      |
| НКВ  | Еліо де Анджеліс       | Шедоу-Форд          |     |                                  |       |      |
| НКВ  | Патрік Тамбе           | Макларен-Форд       |     |                                  |       |      |
| НКВ  | Ян Ламмерс             | Шедоу-Форд          |     |                                  |       |      |
| НКВ  | Дерек Делі             | Енсайн-Форд         |     |                                  |       |      |
| НПКВ | Джанфранко Бранкателлі | Мерцаріо-Форд       |     |                                  |       |      |

## Кола лідирування
- 1—76 — Джоді Шектер

## Положення в чемпіонаті після Гран-прі
| Поз | Пілот            | Очки    |
| --- | ---------------- | ------- |
| 1   | Джоді Шектер     | 30 (34) |
| 2   | Жак Лаффіт       | 24      |
| 3   | Жиль Вільньов    | 20      |
| 4   | Патрік Депайє    | 20 (22) |
| 5   | Карлос Ройтеманн | 20 (25) |

| Поз | Конструктор   | Очки |
| --- | ------------- | ---- |
| 1   | Феррарі       | 54   |
| 2   | Ліжьє-Форд    | 46   |
| 3   | Лотус-Форд    | 37   |
| 4   | Тіррелл-Форд  | 15   |
| 5   | Макларен-Форд | 10   |

- Примітка: Тільки 5 позицій включені в обидві таблиці.